# DON'T FORGET YOU
DON'T FORGET YOU(ドント・フォゲット・ユー)はTWINZERの4枚目のシングルである。

## 内容
メルダック移籍第一弾シングル。アルバム「OH SHINY DAYS」の収録予定であったが、テレビ朝日系ドラマ「さすらい刑事旅情編VI」の主題歌であったため、シングル化した楽曲である。このシングルリリース後、松川敏也（ギター）が加入し、アルバム『Feel All Right』にて、表題曲に松川のギターパートを追加する事になる。

## 収録曲
1. DON'T FORGET YOU
作詞:向井玲子 作曲:川島だりあ 編曲:葉山たけし
2. 君を抱いて眠りたい
作詞:森山翔 作曲:望月斉 編曲:葉山たけし
3. DON'T FORGET YOU(inst.)

## 参加ミュージシャン
- 生沢佑一 - ボーカル
  - 葉山たけし - ギター、シンセサイザー
  - 高原裕枝 - コーラス